# Berbagi Suami
Berbagi Suami é um filme de drama indonésio de 2006 dirigido e escrito por Nia Dinata. Foi selecionado como representante da Indonésia à edição do Oscar 2007, organizada pela Academia de Artes e Ciências Cinematográficas.

## Elenco
- Jajang C. Noer - Salma
- Shanty - Siti
- Dominique Agisca Diyose - Ming
- El Manik - Mr. Haji Ali Rohim
- Tio Pakusadewo - Koh Abun
- Lukman Sardi - Mr. Lik
- Nungki Kusumastuti - Indri